# 740-talet

## Händelser
- 740 - 26 oktober — En jordbävning skakar Konstantinopel och den närliggande landsbygden, och sakadar flera byggnader medan många människor dödas.
- 745 - Pesten härjar i Konstantinopel och sprider sig över Europa.
- Januari 748 — En jordbävning slår till i Mellanöstern från norra Egypten till nordvästra Mesopotamien, och förstör mycket av det som finns kvar från den bysantinska kulturen.

## Födda
- 2 april 742 – Karl den store, kung av Neustrien, kung av Akvitanien, kung av Austrasien, kung av Frankerriket och kejsare av Rom.
- 745 – Musa al-Kazim, shiaimam.
- 746 – Muhammad al-Mahdi, shiaimam.

## Avlidna
- 740 – Zayd, shiaimam.
- 18 juni 741 – Leo III, kejsare av Bysantinska riket.
- 28 november eller december 741 – Gregorius III, påve.
- 743 – Muhammad ibn Ali, shiaimam.